# المسيحية في تونغا

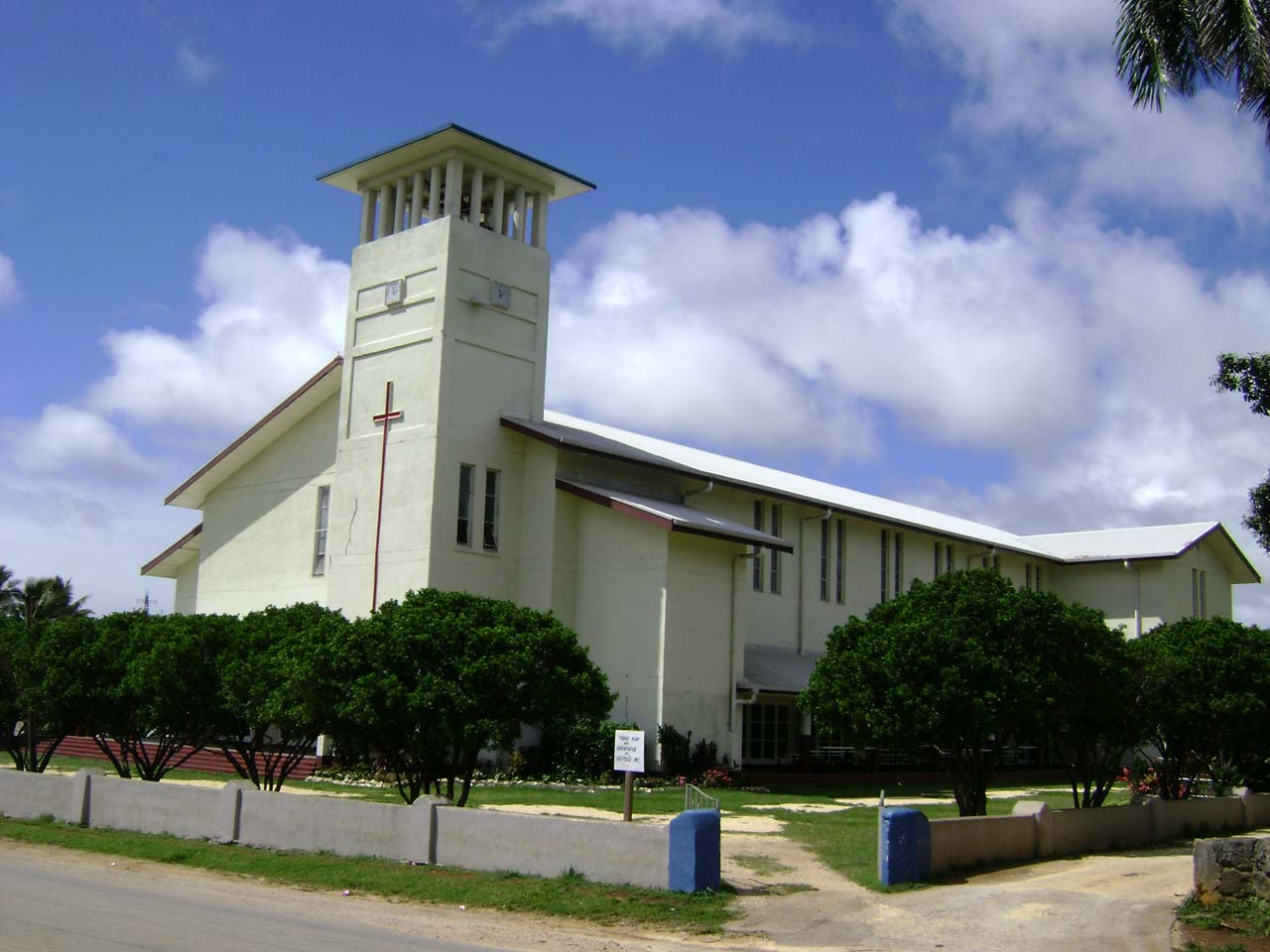
الكنيسة الملكيَّة الميثودية في نوكو ألوفا.

تُشكل المسيحية في تونغا أكثر الديانات إنتشاراً بين السكان، وفقاً لتقديرات مركز بيو للأبحاث عام 2010 حوالي 98.9% من السكان من المسيحيين، وينتمي معظمهم إلى المذهب البروتستانتي. وتعد كنيسة ويسليان الحرة وهي كنيسة ميثودية ويتبعها 40,000 شخص ويشكلون حوالي 53.7% من السكان، أكبر المجموعات الدينية في تونغا ويتبعها الملك جورج توبو الخامس وأسرته. هناك أربع فئات أخرى من الكنائس الميثودية في البلاد. ويشكل الكاثوليك والمورمون يشكلون ثلث السكان الآخر. وهناك أقلية من المصلين تتبع الكنيسة الحرة في تونغا. الأرقام الرسمية في آخر تعداد عام 2016 من قبل الحكومة بيّنت أن حوالي 98% من السكان يتبعون كنيسة أو طائفة مسيحية.
أصبحت تونغا دولة مسيحية على المذهب الميثودي في عهد جورج توبو الأول في القرن التاسع عشر، من خلال اعتماد الكنيسة الويلسيّة الحرة دين الدولة، وتعتبر كنيسة الويلسيّة عضوًا في مجلس الكنائس الميثودية. في ظل حكم جورج الأول، تأسست «رقابة دستوريّة صارمة لتنظيم السبت». وتتأثر الحياة اليومية بشكل كبير بالتقاليد البولينيزية وخاصة بالإيمان المسيحي؛ على سبيل المثال، فإن جميع الأنشطة التجارية والترفيهية توقف من منتصف ليلة السبت حتى منتصف ليل الأحد وينص الدستور على أن يكون يوم السبت مقدساً إلى الأبد. اعتبارًا من عام 2006 أنتمى أكثر من ثلث سكان تونغا إلى كنائس ذات تقليد ميثودي.

## تاريخ

### العصور المبكرة

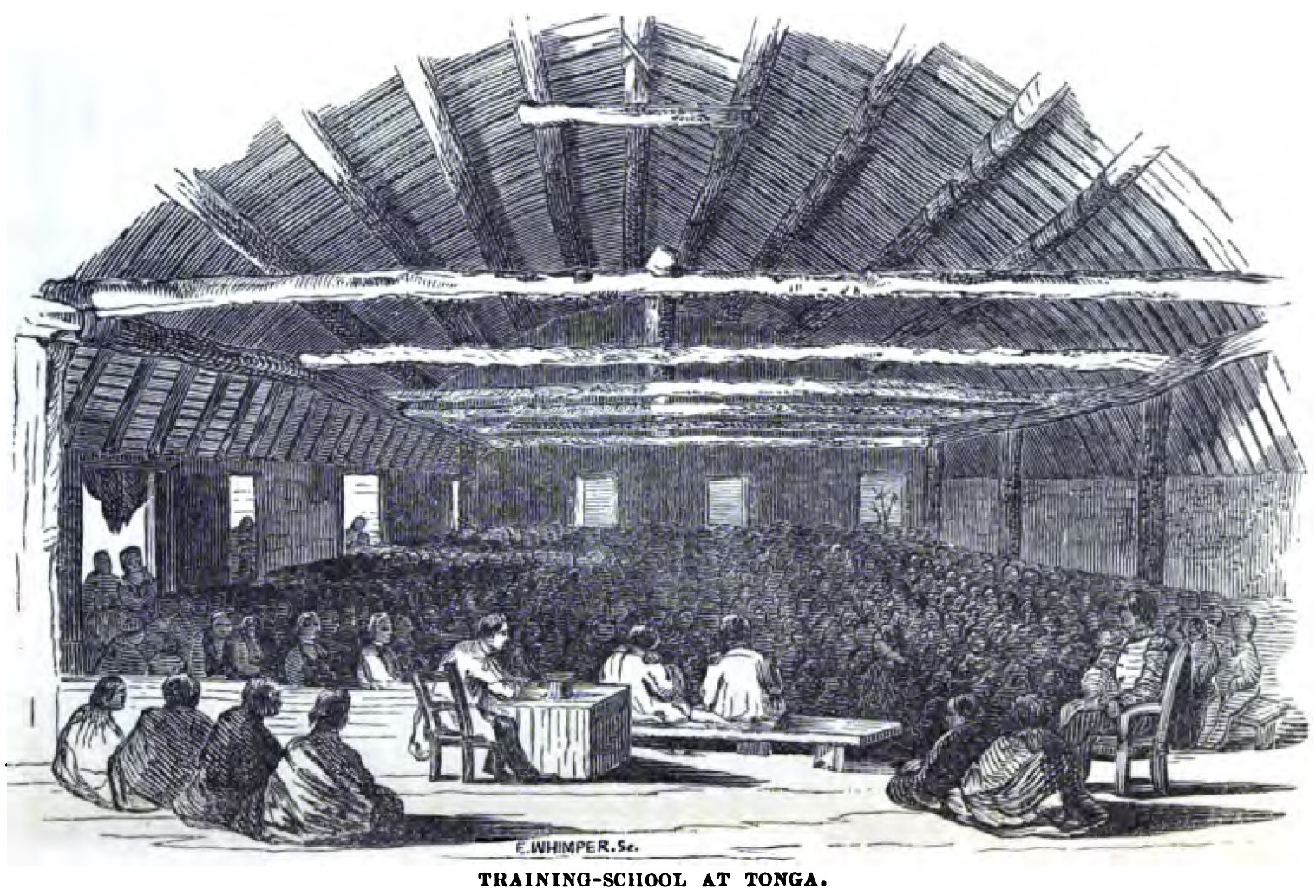
صورة تصور مدرسة بروتستانية في تونغا، تعود إلى عام 1852.

قبل وصول البحارة والمبشرين الأوروبيين، كانت جزر سكان تونغا يمارسون معتقدات وأديان إحيائية. وأعطيت المسؤولية للرعاية الروحية للمجتمعات الكاثوليكية في أوقيانوسيا من قبل الكنيسة الكاثوليكية إلى جمعية قلب يسوع ومريم الأقدس في عام 1825؛ ومع تشكيل الجزء الغربي من النيابة الرسولية وأعطي لجمعية القديسة مريم في عام 1836 الرعاية الروحية للمنطقة، وكان لتحول الملك جورج توبو الأول إلى الديانة المسيحية، والذي يعتبر المهندس السياسي لتونغا الحديثة، له تأثير كبير على الحياة الدينية للأمة البولينيزية. وأرسلت كنيسة يسوع المسيح لقديسي الأيام الأخيرة أوائل المبشرين من المورمون إلى تونغا وهم بريجام سموت وألفا ج. بتلر، في يوليو من عام 1891. وعند وصولهم التقوا بالملك جورج توبو الأول، للحصول على إذنه للتبشير. واشترى سموت وبتلر ممتلكات وقاموا ببناء منزل للبعثة ومدرسة، واشتروا أيضًا قاربًا لتسهيل السفر بين الجزر. وبين عام 1891 وعام 1897، قام المبشرون بالدعوة وفتح المدارس في مجموعات مختلفة من الجزر بما في ذلك تونجاتابو، وهاباي، وفافاو.:434 وأُرسِلت الكنيسة المورمونية مبشرين إلى تونغا مرة أخرى في عام 1907 كجزء من بعثة ساموا. وبدأ المبشرون بالوعظ في تونغاتابو وهي الجزيرة الرئيسية في تونغا، في مارس من عام 1911. ونتيجة لنجاح هؤلاء المبشرين، تأسست بعثة تونغا في عام 1916.:434
وكان آخر ملوك توي تونغا من الكاثوليك. وهذا هو السبب في أن العاصمة السابقة للإمبراطورية التونغية هي كاثوليكية، وذلك على النقيض من المملكة المجاورة، والتي كانت في الغالب على مذهب الميثودية. وفي عام 1924 أرادت الملكة سلوت التوفو الثالثة جمع بين الكنيسة الرسمية في تونغا وهي كنيسة تونغا الحرة)، والتي أنشأها جدها الملك جورج توبو الأول، مع الكنيسة الميثودية والتي تحكمها الهيئة الميثودية في أستراليا. وتأسست كنيسة تونغا الحرة ويسليان ككنيسة ذات سيادة، في عملية لتعزيز سيادتها في الخارج عن طريق المعاهدات الثنائية مع الدول الغربية.

### العصور الحديثة
في عام 1937 تم إنشاء النيابة الرسولية الكاثوليكية في جزر تونغا، وفي عام 1966 وأصبحت النيابة بمقام أبرشية تونغا. وأرسلت الكنيسة الكاثوليكية في جزر سليمان وفداً من الشباب الكاثوليكي لأول مرة في أيام الشبيبة الكاثوليكية العالمي عام 2008 عندما عُقد في مدينة سيدني الأسترالية. لا يوجد دين رسمي للدولة في تونغا، ولكن في عام 2010 كان حوالي 98.9% من سكان المملكة من المسيحيين، وحوالي 65.9% من أتباع الكنائس البروتستانتية في حين أن حوالي 15.9% من أتباع الكنيسة الكاثوليكية، ويشكل أتباع الطوائف المسيحية الأخرى (خصوصًا كنيسة يسوع المسيح لقديسي الأيام الأخيرة) 17.1% من السكان. أعلن الدستور أن يوم السبت يوم مقدس ويقيد القانون الأنشطة التجارية في يوم الأحد. وكما هو الحال في بلدان أخرى، تدير الكنيسة الكاثوليكية شبكة من المؤسسات التعليمية والاجتماعية في تونغا. وفي 4 يناير من عام 2015 أعلن البابا فرنسيس عن عزمه تعيين أسقف تونغا سوان باتيتا بايني في منصب كاردينال.
مع اكتساب المورمونية الشعبية في المحيط الهادئ، أصبحت المدارس التي ترعاها الكنيسة أكثر شيوعًا. ومن عام 1952 إلى عام 1968، نمت عضوية كنيسة يسوع المسيح لقديسي الأيام الأخير في تونغا من أكثر من 3,000 عضو إلى أكثر من 12,000 عضو. وتم إنشاء وحدة تنظيمية للتجمعات المورمونية المحلية المتعددة، في سبتمبر من عام 1968، مما سمح للقادة المحليين بقيادة الكنيسة. وبحلول عام 1970، تحول 19% من سكان تونغا إلى كنيسة يسوع المسيح لقديسي الأيام الأخيرة.:449 وهي من أعلى النسب للمورمون في العالم. وفقاً لتعداد السكان في تونغا لعام 2011، يقول حوالي 18,554 شخصًا أنهم مورمون، مما يجعل الكنيسة ثاني أكبر طائفة مسيحية في البلاد، وذلك بعد الكنيسة الميثودية، حيث اعتبارًا من عام 2006 أنتمى أكثر من ثلث سكان تونغا إلى كنائس ذات تقليد ميثودي. وتدير الكنيسة الميثودية حوالي 30% من مجمل المدارس في المملكة. وتتأثر الحياة اليومية بشكل كبير بالتقاليد البولينيزية وخاصة بالإيمان المسيحي؛ على سبيل المثال، فإن جميع الأنشطة التجارية والترفيهية توقف من منتصف ليلة السبت حتى منتصف ليل الأحد وينص الدستور على أن يكون يوم السبت مقدساً إلى الأبد.

## ديموغرافيا

### تعداد السكان
| الديانة          | 1986   | 1996   | 2006    | 2011    |
| ---------------- | ------ | ------ | ------- | ------- |
| المسيحية         | 90,175 | 94,489 | 99,255  | 101,272 |
| البهائية         | 0      | 595    | 686     | 777     |
| الهندوسية        | 0      | 0      | 104     | 200     |
| البوذية          | 0      | 0      | 71      | 183     |
| الإسلام          | 0      | 35     | 47      | 24      |
| آخرون            | 2874   | 830    | 202     | 877     |
| لم يجب عن السؤال | 0      | 10     | 1,698   | 275     |
| لادينية          | 0      | 61     | 28      | 288     |
| مجمل السكان      | 94,049 | 96,020 | 101,991 | 103,043 |

### الطوائف المسيحية
| الديانة                                 | 1986   | 1996   | 2006   | 2011    |
| --------------------------------------- | ------ | ------ | ------ | ------- |
| كنيسة ويسليان الحرة الميثودية           | 40,371 | 39,703 | 38,052 | 36,592  |
| الكنيسة الرومانية الكاثوليكية           | 14,921 | 15,309 | 15,922 | 15,441  |
| كنيسة يسوع المسيح لقديسي الأيام الأخيرة | 11,270 | 13,225 | 17,109 | 18,554  |
| كنيسة تونغا الحرة                       | 10,413 | 11,226 | 11,599 | 11,863  |
| كنيسة تونغا                             | 6,882  | 7,016  | 7,295  | 6,935   |
| الكنيسة المسيحية توكايكولو              | 3,047  | 2,919  | 2,597  | 2,533   |
| الكنيسة الأنجليكانية                    | 563    | 720    | 765    | 728     |
| الأدفنتست                               | 2,143  | 2,381  | 2,282  | 2,331   |
| الخمسينية                               | 565    | 1,082  | 2,350  | 2,602   |
| كنيسة الإنجيل                           | 0      | 63     | 243    | 236     |
| شهود يهوه                               | 0      | 0      | 0      | 462     |
| الكنائس الخمسينية الأخرى                | 0      | 0      | 0      | 1,034   |
| مجمل الأعداد                            | 90,175 | 94,489 | 99,255 | 101,272 |

## الطوائف المسيحية

### البروتستانتية
وفقاً لتقديرات في عام 2010 كان حوالي 65.9% من أتباع الكنائس البروتستانتية، وبحسب التقديرات فإن مذهب الكنيسة الميثودية هي أكبر المذاهب المسيحية في البلاد، حيث شكل في عام 2016 أتباع كنيسة ويسليان الحرة الميثودية حوالي 53.7% من السكان، وغالبًا ما يُخطئ في كونها كنيسة الدولة. وتعود جذور هذه الكنيسة إلى وصول المبشرين الأوائل من جمعية لندن التبشيرية ووزارة جمعية الإرسالية الميثودية الويسلية، والتي عززت هويتها الميثودية. وتتمتع العائلة المالكة في تونغا بعلاقة وثيقة مع الكنيسة منذ بداية وصول المسيحية إلى أراضي مملكة الجزيرة، مع تبوأ العديد منهم كأعضاء بارزين في الكنيسة؛ وبالتالي، وبسبب هذه العوامل، يُمكن بالتالي اعتبار كنيسة ويسليان الحرة الميثودية بحكم الأمر الواقع كنيسة الدولة.
نشأت كنيسة ويسليان الحرة في تونغا نتاجًا للاتحاد بين كنيسة تونغا الحرة التي تأسست وأقلية كنيسة ويسليان، والتي كانت لا تزال على اتصال كامل مع الكنيسة الميثودية في أستراليا. قبل إصلاحات جورج توبو الثاني في عام 1898، كانت الكنيسة المنشأة تُعرف باسم «كنيسة ويسليان الحرة» أو «كنيسة ويسليان الحرة في تونغا». وتدير الكنيسة الميثودية أيضًا 30% من مجمل المدارس في تونغا. كما هو الحال في المدارس الأخرى، عادة ما لا يكون لدى مدارس الكنيسة الميثودية فصول يوم الجمعة، ولكن بدلاً من ذلك تستخدم اليوم لتنظيف المدرسة. المسيحيون في تونغا، يختنون ذكورهم في الغالب رغم أن شريعة الختان قد أسقطت في العهد الجديد أي أن مختلف الكنائس لا تلزم أتباعها بها، حيث أن 95% من مسيحيين تونغا الذكور مختونين.

### المورمونية
وفقاً لتقديرات عام 2016 تعتبر كنيسة يسوع المسيح لقديسي الأيام الأخيرة ثاني أكبر المذاهب المسيحية في البلاد ويشكل أتباعها حوالي 18.6% من سكان المملكة، ولدى تونغاأعلى نسبة من المورمون في العالم، وللكنيسة حضور في تونغا منذ عام 1891. تم تنظيم أول محطة مورمونية تبشيرية في تونغا في عام 1916. ومع ذلك، بسبب الشائعات المناهضة لمورمون والسياسات الحكومية، لم تنمو كنيسة كنيسة يسوع المسيح لقديسي الأيام الأخيرة بشكل مطرد في تونغا حتى عام 1924. بين عام 1946 وعام 1956، نشر قادة الكنيسة ترجمات للكتاب المقدس في اللغة المحلية وقاموا ببناء مدرسة ترعاها الكنيسة تُعرف. وتم تكريس معبد نوكوالوفا المورموني في عام 1983.

### الكنيسة الكاثوليكية
الكنيسة الكاثوليكية التونغية هي جزء من الكنيسة الكاثوليكية العالمية في ظل القيادة الروحية للبابا في روما، ووفقاً لتقديرات عام 2016 تعتبر كنيسة يسوع المسيح لقديسي الأيام الأخيرة ثالث أكبر الطوائف المسيحية في المملكة مع حوالي 15% من السكان. تم قبول الكنيسة الكاثوليكية في تونغا على نطاق واسع حيث تعبر جزء أساسي من الثقافة التونغية. وكما هو الحال في البلدان الأخرى، تدير الكنيسة الكاثوليكية شبكة واسعة من مؤسسات التعليم والخدمات الاجتماعية في تونغا.